# 電磁爐

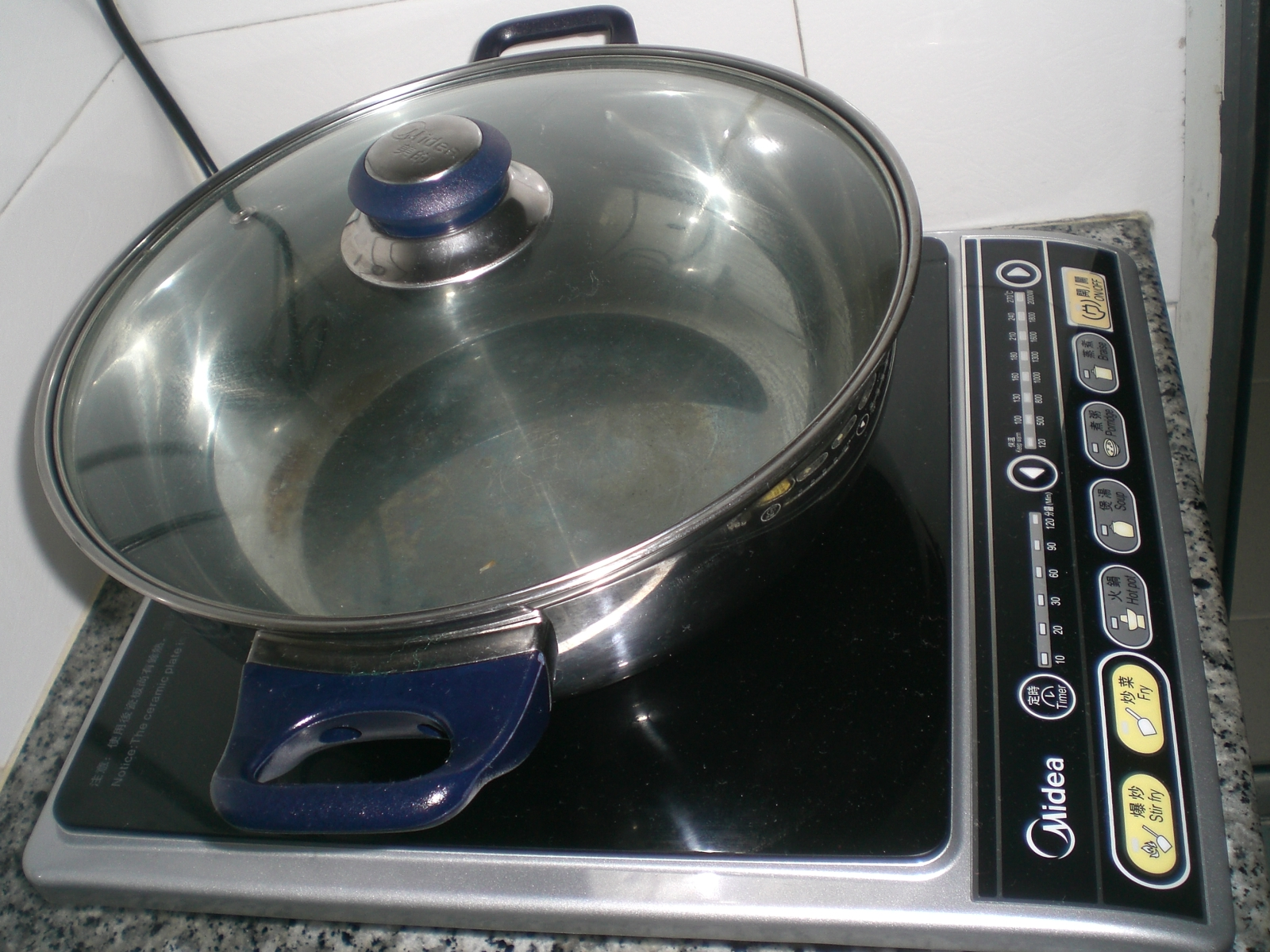
電磁爐

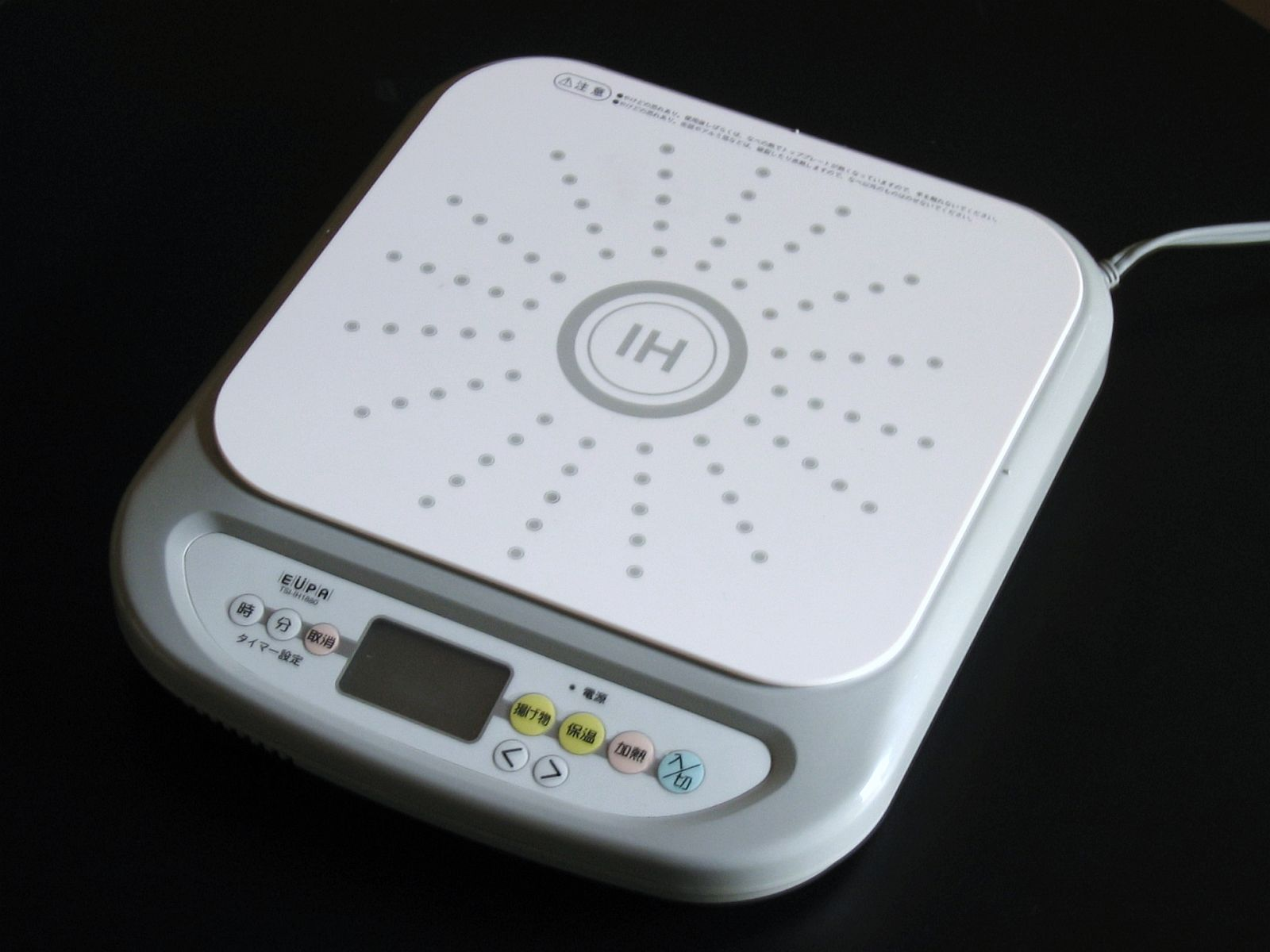
電子按鈕式桌上型（可攜式）電磁爐

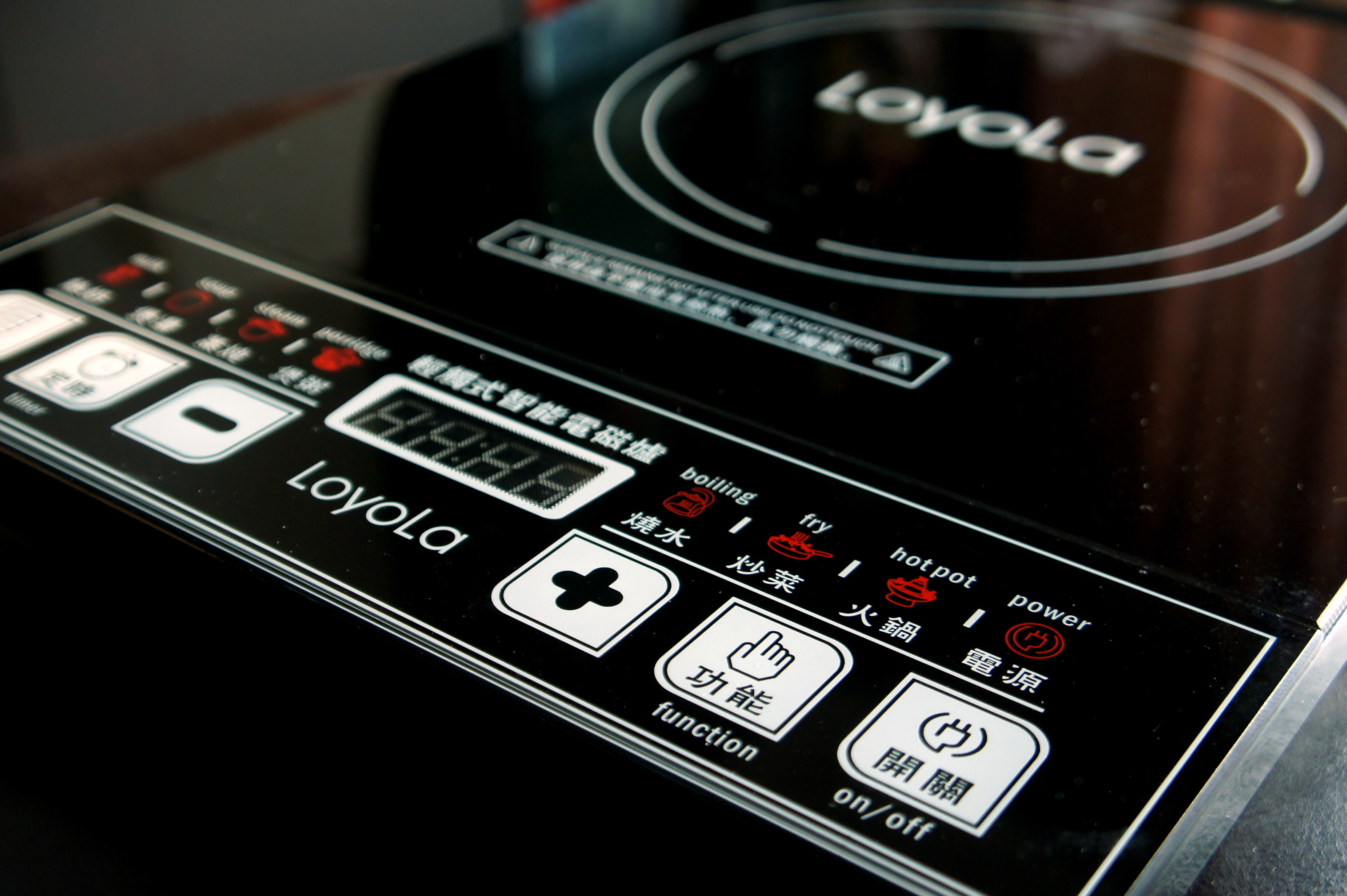
輕觸按鈕式桌上型電磁爐

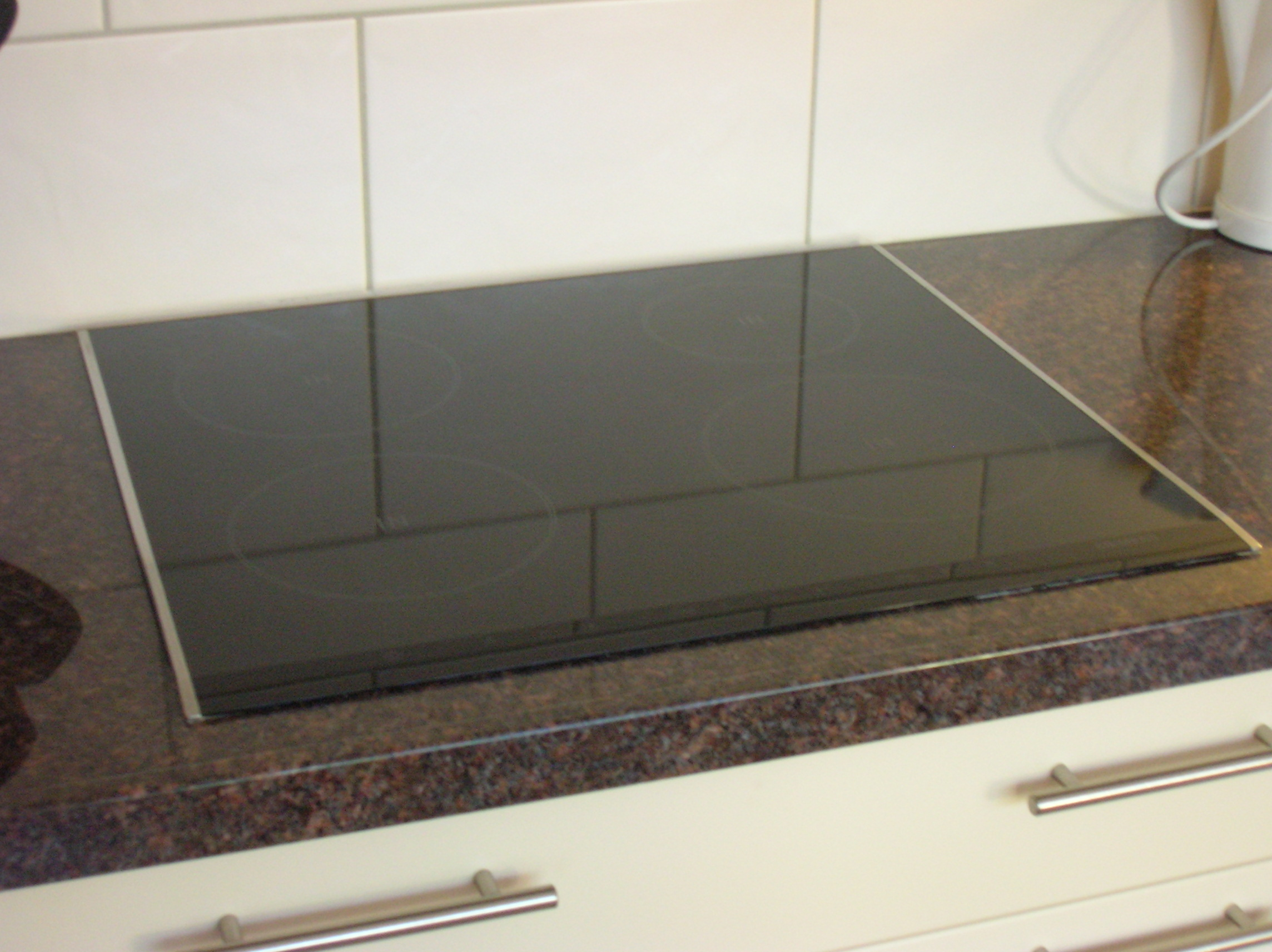
嵌入式電磁爐

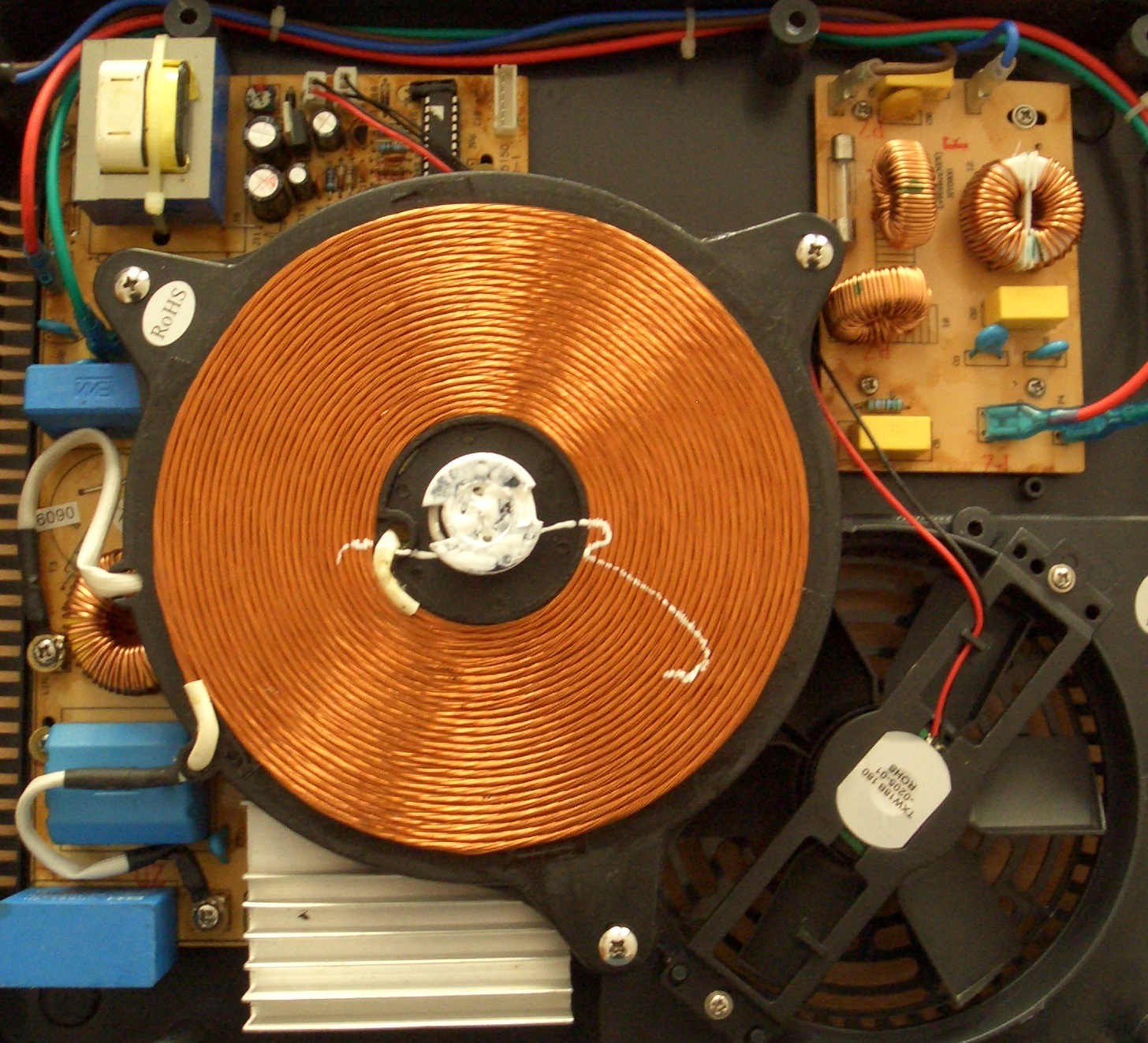
電磁爐的內部結構，中間是用作產生交流磁場的銅線線圈。

可用于电磁炉的灶具标识

電磁爐又称为电磁灶、另有改良之後的IH爐，是一種使用電力的烹調工具，屬於暗火煮食爐俱。使用時爐身不會大量發熱，是利用電磁感應加熱（induction heating）使煮食器皿發熱，爐身相對較低溫和安全（爐身灼傷人的機會較低）。由於熱力間接在器皿內發出，不像其他火力爐俱在燃燒時使四周環境溫度大為提高，使用者會較舒適，同時能源效率也因此大為提高（節省能源）及較環保。沒有燃燒過程，電磁爐使用時不會產生有毒物質；也無碳微粒產生，爐面易於清潔。藉電子控制，火力容易控制而且穩定。

## 原理
電磁爐是利用电磁感应加熱原理；电能通過磁場變化，在器皿內转化为熱能。
电磁炉内爐面的熱絕緣板下方有一銅線製線圈，线圈产生交流磁場（強弱不停變化的磁场），頻率一般由20kHz至27kHz，交流磁場通过放在爐面上的順磁性金屬器皿时，能量以兩種電磁物理現象在器皿內轉化成熱能：
1. 渦電流—交流磁場使器皿底部产生感应渦電流，渦電流在器皿內部受阻进而转化为热能。
2. 磁滯損耗—交流磁場在不停的改變器皿金屬的磁極方向時會造成能量損失而化成熱能。

而主要的熱力來源以渦流所產生的為主，磁滯損耗產生的熱能少於10%，加熱了的器皿便可加熱食物。
銅製線圈需有較多圈數，如此，銅製線圈與金屬器皿可以看成一初級多圈數而次級只得一圈的變壓器（情況似即熱式電烙鐵）。因此，多圈數的銅線圈有很高的阻抗，使得電流相對於器皿內的渦流低很多，由於功率 {\displaystyle P=I^{2}*R}，在高電流（I）的器皿會有很多的熱力產生，而銅線圈只有較小的熱功率損耗，因此發熱的是器皿而不是銅線圈。

## 種類
電磁爐主要分為雙頭或單頭、 嵌入式或外置式、可攜式以及商用或家用式等。
控制按鈕則分為輕觸式按鈕及電子式按鈕。

## 適用器皿
並非只有鐵磁性金屬器皿可以利用交流磁場加熱，但只有鐵磁性金屬器皿情況下能量轉換效率足夠高，所產生的熱力、溫度足以作煮食用。因為鐵磁性金屬器皿的磁導率較高，有較淺的趨膚深度，在交流下因為趨膚效應，可以讓高頻電流流過的橫切面積減少，等效電阻較大，有利於依靠渦流加熱。若用非鐵磁性金屬器皿的話效率會低至不足作煮食用途。
所謂「鐵磁性金屬」是指可以磁化的金屬，簡單來說就是可以被磁石所吸引的金屬，主要的金屬有鐵、鈷、鎳。一般鋼或鐵製的器皿就可以。日常生活中，絕大部份的不鏽鋼也適用於電磁爐，傳統的陶瓷瓦煲並不適用，一般的铝制锅具也不适用，有一些電磁爐專用的瓦煲，內藏鐵磁性金屬，使之可用於電磁爐。搪瓷器皿是由鐵器皿外包搪瓷而成，因此可用於電磁爐。

## 優點

### 操作
- 爐面易於清潔。
- 藉著控制電流，熱能控制較易。
- 容易由微型電腦控制，使其能以低成本達致多項附加功能：在預定時間後關閉、到達預定溫度後關閉等。

### 健康及安全
- 不會在室內消耗氧氣及產生二氧化碳
- 不會因燃燒不完全而產生一氧化碳
- 器皿移去後能自動進入待命狀況，把發熱裝置關電，減少浪費及危險
- 不會有氣體爐俱漏氣的危險
- 爐俱及食物移去後，爐面即時的溫度相對低很多，因意外碰到剛關掉的爐面而灼傷的機會也降低許多

電磁爐的發熱原理是通過產生交变磁場達成，而不是電磁波（輻射），磁場與微波爐或手提電話產生的電磁波性質不同；正如電磁鐵在通電後會產生強大磁場，但不會產生電磁波一樣。雖然不停開關電磁鐵也會產生電磁波，這也是電磁爐的工作模式，但由於電磁爐的工作頻率只有20-27kHz，與螢光燈電子變壓器的工作頻率相若（低於手提電話的3萬分之一、微波爐的10萬分之一），所產生的電磁場屬於近場（near field）在離電磁爐不足一尺處這些低頻電磁波就已經完全消散，因而強度也弱得多。所以電磁爐并不会产生足以危害健康的电磁辐射。

### 效率及環境影響
90%的電能在器皿上轉為熱能，也即能量轉換效率為90%，而傳電煮食爐為71%，氣體爐為30%，電磁爐的效率明顯較高；理論上燃料費用也應較低。但若用於把水加熱的用途時，可能不及快煮壺。

從環保角度出發，整體效率需由能源出處計算至食物所得作準，在不同地區，運送燃料和電力傳輸的效率也不同，所以效率的高低會因地區而異。例如在美國，電磁爐與天然氣比較：

電磁爐效率—燃煤發電的效率為33%，輸電損耗為5%，加上電磁爐本身的效率後整體效率 = 33% * (100-5)% * 90% = 28.2%

天然氣效率—在美國，天然氣的輸送損耗為6%，加上氣體爐為本身的效率後整體效率= (100-6)% * 30% = 28.2%

基本上，在燃氣發電情況下兩者相若。

另外，考慮煮食時因為爐具使到室內溫度升高，因而需要開動如空調、電風扇等電器，由於電磁爐在室內產生的熱量較少，用作降溫的空調耗電量會較少。

## 缺點
- 只有鐵磁性物料製造的器皿才可用於電磁爐，像鋁、玻璃、陶瓷等物料製成的器皿都不適用。
- 器皿的型狀需是平底，以貼近電磁感應的爐面。
- 使用心脏起搏器或纖顫器的人不適合使用電磁爐，因為電磁爐的交流磁場有可能影響心脏起搏器或纖顫器的運作而產生危險。

## 使用
電磁爐常用於一般家庭煮食上，而電磁爐無火、爐面溫度低、無裝有易燃氣體或燃料等特性，特別適合用於一些邊食邊煮的進餐方式，例如中華料理火锅等。
在中國大陸有電磁爐設計成專供泡茶用的，也有在原本圓底的生鐵鍋正中做出一平面以配合電磁爐使用。
而煮制中藥一般都不宜用金屬器皿，以免藥材與容器產生化學反應，而電磁爐必須使用鐵磁性金屬器皿，因而煮制中藥不可以使用電磁爐。有些供電磁爐專用的瓦煲在底部加裝鐵金屬，使之可用於電磁爐，但這種瓦煲並不是在所有的電磁爐上都能正常工作。

### 其他考慮
- 如屬新，應考慮能源供應（電力、氣體燃料）的穩定性及價格。
- 部份簡易式的電磁爐只提供有限的溫度選擇和溫度間隔檔位。
- 部份簡易式的電磁爐調節溫度選擇是單鍵順次序單向選擇，不如瓦斯爐之轉動式扭方便，對實際烹飪時須要變更「火力」時可能造成不便。
- 中醫中藥建議煲中藥不宜用金屬煲具。而改用電磁爐是不可使用傳統瓦煲或玻璃煲的。(註:加放一不銹鋼板在爐頭也可用瓦煲)

## 改裝考量[3]
在家庭或商用廚房中，若計畫將瓦斯爐更換為 IH（電磁）爐，建議在選購與安裝前，應注意以下幾項要素：
- 電力要求：

多數 IH 爐需使用 220V 電源與足夠電流負載，如原廚房僅有單相 110V 電源，須由專業電技師進行配電盤評估與迴路變更，以確保安全與穩定運作。
- 檯面尺寸配合：

IH 爐與原瓦斯爐開孔尺寸可能不同，需確認 IH 爐的外框與檯面開孔相符；開孔過大或過小者，可能須進行補強或切割調整，以確保結構穩定與外觀完整。
- 烹飪習慣調整：

IH 爐雖具高效率，但其無法提供明火爆炒的「鍋氣」效果，適合以蒸、煮、煎為主的烹調；若需仍保留爆炒功能，可規劃混合使用瓦斯爐與 IH 爐。
- 清潔與售後支援：

平滑玻璃爐面便於清潔，不易積污；品牌若有完善售後服務（例如定期檢測、安全諮詢）更能提升使用體驗與安全性。